# Jacques Attali

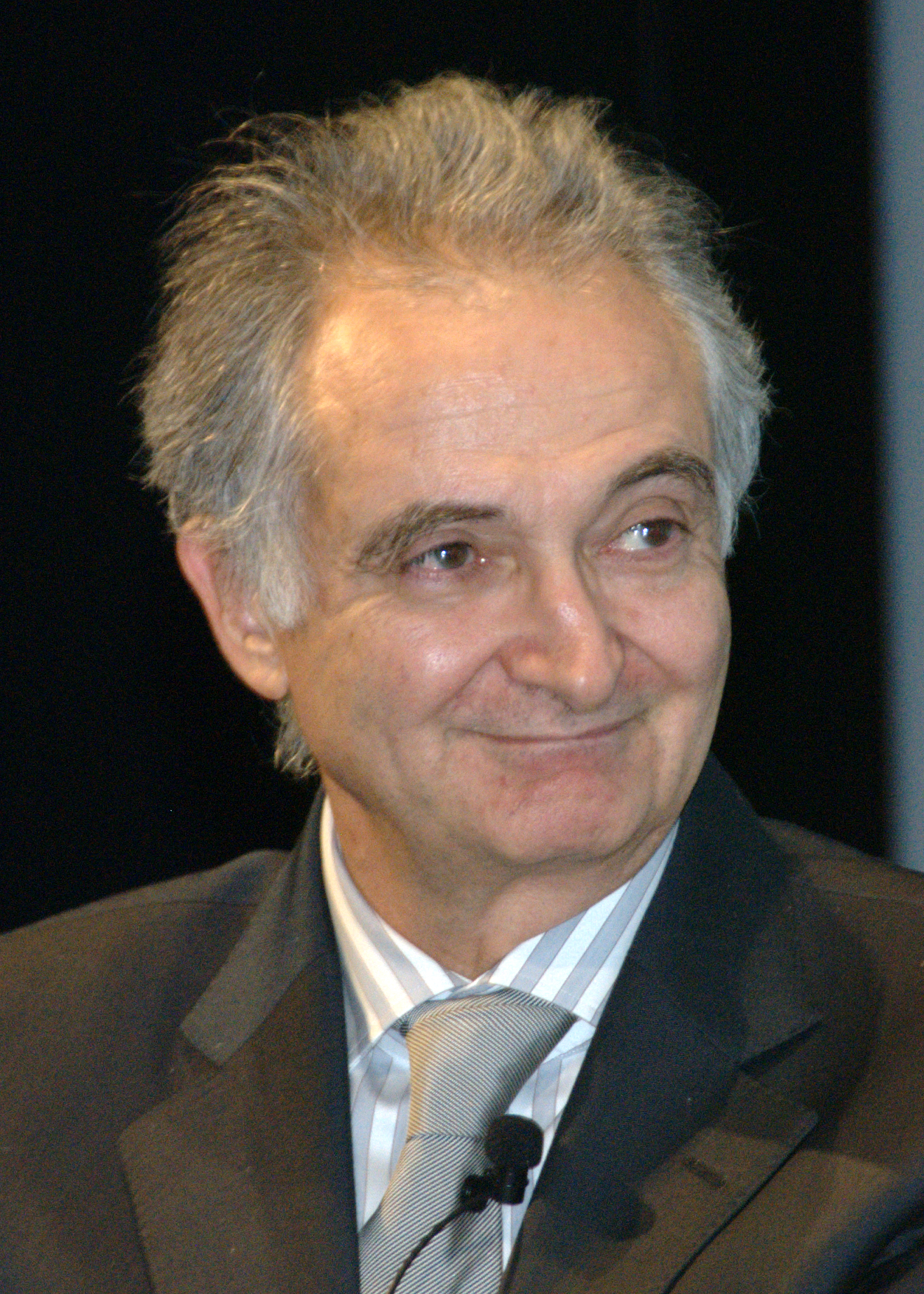
Jacques Attali (2010)

Jacques Attali (* 1. November 1943 in Algier) ist ein französischer Wirtschaftswissenschaftler, Kulturphilosoph, Autor und Beamter. Er war langjähriger Berater des französischen Staatspräsidenten François Mitterrand.

## Biographie
Jacques Attali wurde, zusammen mit seinem Zwillingsbruder Bernard, in eine jüdische Familie geboren. Sein Vater Simon betrieb in Algier eine Parfümerie. Vor der Unabhängigkeit Algeriens zog er 1957 mit seiner Familie als Pied-noir nach Paris um. Sein Zwillingsbruder Bernard war von 1988 bis 1993 Vorstandsvorsitzender der Luftlinie Air France. Beide Brüder besuchten das Lycée Janson de Sailly und waren Schulfreunde der französischen Politiker Jean-Louis Bianco und Laurent Fabius. Attali machte 1968 ein Praktikum an der École nationale d’administration im Département Nièvre und traf dort zum ersten Mal auf François Mitterrand.
Attali ist Professor, Doktor der Wirtschaftswissenschaften und hat Abschlüsse der École polytechnique, der Mines ParisTech, des Institut d’études politiques de Paris und der École nationale d’administration.

## Politisches Leben
Mit 27 Jahren wurde Attali Mitglied des französischen Staatsrates. 1972 publizierte er seine beiden ersten Bücher, Wirtschaftliche Analyse des politischen Lebens und Politische Modelle, und erhielt den Preis der Akademie der Wissenschaften.
Als Professor an der Universität Paris-Dauphine versammelte er einige junge Forscher um sich: Yves Stourdzé, Begründer des europäischen Forschungsprogramms EUREKA, oder Erik Arnoult alias Érik Orsenna, Träger des Prix Goncourt von 1988 und Sonderberater von Roland Dumas im Außenministerium am Quay d’Orsay. Attali verstand es, sehr unterschiedliche hochrangige und ihm ebenbürtige Persönlichkeiten aus Journalismus, Wissenschaft, Show-Business und Finanzwelt um sich zu versammeln. Er verfügt über exzellente Kontakte, etwa zu Raymond Barre, Jacques Delors, Jean-Luc Lagardère, Antoine Ribaud, Coluche und Michel Serres.
1973 traf Attali mit François Mitterrand zusammen. Mit Mitterrands Einzug in den Élysée-Palast 1981 wurde Attali dessen Sonderberater. Von seiner Berufung profitierten auch seine Freunde Jean-Louis Bianco und Alain Boublil und einige junge ENA-Absolventen, wie François Hollande und Ségolène Royal.
1982 plädierte Attali für ökonomische Strenge. Er hatte auch eine weitere Aufgabe: Attali wurde Mitterrands Sherpa für die G7-Gipfel. Er war Organisator der 200-Jahr-Feier der Französischen Revolution am 14. Juli 1989 und des Gipfels der G7 in Paris.
Jedes Jahr veröffentlichte er ein Buch. Jeden Samstagabend während der Epoche François Mitterrands organisierte er ein Abendessen in seinem Haus in Neuilly. Er redigierte jeden Abend seine Notizen für den Präsidenten zu Ökonomie, Kultur, Politik und die jeweils letzten Bücher, die er gelesen oder überflogen hatte.
Während Mitterrands zweiter siebenjähriger Amtszeit verließ Attali den Élysée-Palast. Er wurde Präsident der Europäischen Bank für Wiederaufbau und Entwicklung (EBRD) in London, einer Institution, die die Wiederaufbauhilfe für die osteuropäischen Länder koordinierte. Die Bilanz seiner Zeit auf diesem Posten ist sehr umstritten. Attali war nach einem Finanzskandal gezwungen, im Juli 1993 von seinem Präsidentenamt zurückzutreten.
Attali ist Präsident einer auf neue Technologien spezialisierten Beratungsgesellschaft und Gründer von PlaNet Finance, einer internationalen Non-Profit-Organisation gegen Armut.

## Äußerungen
Attali ist ein Verfechter des europäischen Föderalismus und meinte 2011 in der Diskussion „Ohne Föderalismus wird der Euro verschwinden“:

„Ich sage ihnen, Deutschland ist in 20 Jahren der ‚kranke Mann‘ in Europa, weil man die Schwäche einer Nation an der Demografie misst und an der Fähigkeit zu langfristigen Strategien. Deutschland hat keine langfristige Strategie. […] Vielmehr gilt es zu versuchen, unseren deutschen Freunden klar zu machen, dass europäischer Föderalismus in ihrem eigenen Interesse liegt. Wenn sich die Krise ausweitet, wenn Griechenland den Euro verlässt, wenn Spanien und Italien gleiches tun, dann würde der Euro sehr hoch steigen, er ist schon jetzt zu stark, und das auf Export ausgerichtete Deutschland geriete in eine tragische Situation.“

2013 wiederholte er seine Äußerungen und führte aus, die geringe deutsche Arbeitslosigkeit sei „ein Witz, wenn Leute für fünf Euro pro Stunde arbeiten“. Das deutsche Bankensystem sei bankrott und Deutschland „ein veraltendes Land mit katastrophalen Grundschulen und sinkender Produktivität, weil die meisten Exportprodukte gerade kopiert werden“. Zudem sagte er: „Das Land muss heute in einer solch guten Situation sein und sparen, um später halbwegs über die Runden zu kommen. Deutschlands Zukunft wird heikel bei einer solch geringen Geburtenrate.“

## Veröffentlichungen
Attali hat bislang mehr als dreißig Bücher geschrieben, darunter Essays, Romane, historische Abhandlungen und Biografien (Karl Marx, François Mitterrand). Er verfasste auch Theaterstücke und Erzählungen für Kinder und arbeitet als Kolumnist für das Magazin L’Express.

### Schriften (Auswahl)
- Die kannibalische Ordnung. Von der Magie zur Computermedizin. Campus Verlag, Frankfurt am Main 1981, ISBN 3-593-32838-0.
- Die Zukunft des Lebens (Interviews mit Michel Salomon), Sammlung Les Visages de l’avenir, éditions Seghers 1981.
- Sigmund Warburg, un homme d'influence. Fayard, Paris 1985.
- Fraternité. Une nouvelle utopie, Fayard, Paris, 1999; (übersetzt ins Deutsche: Brüderlichkeit. Eine notwendige Utopie im Zeitalter der Globalisierung, Verlag Freies Geistesleben, Stuttgart, 2003)
- Blaise Pascal ou le génie français. Fayard, Paris 2000.
- Noise. Essai sur l'économie politique de la musique. Paris 2001.
- Les Juifs, le monde et l'argent. Histoire économique du peuple juif,  Fayard, Paris 2002, ISBN 978-2213610443.
- Karl Marx ou l'esprit du monde. Fayard, Paris 2005.
- Gândhî ou l'éveil des humiliés. Fayard, Paris 2007.
- Die Welt von Morgen: Eine kleine Geschichte der Zukunft. Parthas Verlag, Berlin 2008, ISBN 3-86601-027-3.
- Diderot ou le bonheur de penser. Fayard, Paris 2012.